# Yves Estève
Yves Estève est un homme politique français, né le 14 février 1899 à Saint-Georges-sur-Loire (Maine-et-Loire), décédé le 21 décembre 1986 à Neuilly-sur-Seine.

## Biographie
C'est après la Libération qu'il entre en politique, avec son élection au conseil municipal de Dol-de-Bretagne en avril 1945, et au conseil général d'Ille-et-Vilaine (canton de Dol-de-Bretagne),
Notaire de profession, Yves Estève est élu conseiller de la République, puis sénateur d'Ille-et-Vilaine de 1948 à 1958.
Il est nommé vice-président du Conseil de la République les 11 janvier 1955, 7 juillet 1955, 6 octobre 1955 et 4 octobre 1956,,,.
Lors des votes décisifs des 2 et 3 juin 1958, il s'exprime en faveur des pleins pouvoirs et de la révision constitutionnelle.
Sous la Ve République, il est réélu sans interruption sénateur d'Ille-et-Vilaine jusqu'à son retrait de la vie publique, en septembre 1980.

## Mandats électoraux
- Conseiller général du canton de Dol-de-Bretagne.
- Maire de Dol-de-Bretagne.
- Sénateur d'Ille-et-Vilaine de 1948 à 1980.